# Bibio lobatus
Bibio lobatus är en tvåvingeart som beskrevs av Hardy 1937. Bibio lobatus ingår i släktet Bibio och familjen hårmyggor.
Artens utbredningsområde är Kalifornien. Inga underarter finns listade i Catalogue of Life.